# Hippolyte Hélyot
Hippolyte Hélyot TOR (* 1660 in Paris als Pierre Hélyot; † 7. Januar 1716 ebenda) war ein französischer Franziskaner-Tertiar. Er verfasste eine achtbändige Enzyklopädie über die Orden der katholischen Kirche.

## Leben
Pierre Hélyot stammte aus einer wohlhabenden Pariser Familie. Mit 23 Jahren trat er in ein Kloster der Franziskaner-Tertiaren in Picpus bei Paris ein, das sein Onkel Jerome Hélyot gegründet hatte, und nahm den Ordensnamen Hippolyte an. Von dort unternahm er in den nächsten 25 Jahren zahlreiche Reisen durch Italien und Frankreich, meist als Sekretär des Franziskanerordens. Er war langjähriger Sekretär der Oberen seiner Ordensprovinz.
Ab 1713 veröffentlichte er die ersten Bände einer Geschichte der Orden und Kongregationen der römisch-katholischen Kirche. Diese wurde nach seinem Tod 1716 postum weiter herausgegeben. Das Werk war die bis dahin umfassendste Darstellung von Orden in der römisch-katholischen Kirche. Es enthält Angaben auch zu vielen kleinen Gemeinschaften, über die es sonst nur wenige Informationen gibt.
1737 erschien eine italienische Übersetzung, 1753ff. eine erste deutschsprachige in Leipzig, 1830 der Anfang einer neuen Bearbeitung in Frankfurt am Main.

## Ausgaben
Französische Originalausgaben
- Histoire des ordres monastiques religieux et militaires et des congrégations séculières de l’un et de l’autre sexe qui ont esté établies jusqu’à présent, Paris, J.-B. Coignard, 1714–1719, 8 Bände, ab Band 5 herausgegeben von Maximilien Bullot Digitalisate

Deutsche Übersetzungen
- Hippolyt Helyots ausführliche Geschichte aller geistlichen und weltlichen Kloster- und Ritterorden für beyderley Geschlecht, in welcher deren Ursprung, Stiftung, Regeln, Anwachs, und merkwürdige Begebenheiten, die aus ihnen entstandenen oder auch nach ihren Mustern gebildeten Bruderschaften und Congregationen, imgleichen der Verfall und die Aufhebung einiger, nebst der Vergrößerung anderer, durch die mit ihnen vorgenommenen Verbesserungen, wie auch die Lebensbeschreibungen der Stifter und Verbesserer hinlänglich dargestellt, und die besondern Kleidungen eines jeden Ordens nebst den Ordenszeichen der Ritter in vielen Kupfern nach dem Leben abgebildet werden. Aus dem Französischen übersetzet. Fünfter Band. Arkstee und Merkus, Leipzig, 1753ff. Band 4 und 5, 8
- Geschichte der geistlichen Orden und der weltlichen Congregationen beider Geschlechter, Frankfurt a. M. 1830; erschienen nur 1. Theil, 1. Lieferung, 80 Seiten[1]